# Гевара (птах)
Гева́ра (Rhopornis ardesiacus) — вид горобцеподібних птахів родини сорокушових (Thamnophilidae). Ендемік Бразилії. Це єдиний представник монотипового роду Гевара (Rhopornis).

## Опис
Довжина птаха становить 19 см, вага 23-28 г. Гевара має сіре забарвлення, на крилах чорні і білі смужки. У самця горло чорне, очі яскраво-червоні, у самиці горло біле, тім'я коричнева, очі темно-червоні.

## Поширення і екологія
Ареал птаха фрагментований, обмежений кількома ділянками на південному сході Баїї і на північному сході Мінас-Жерайса. Гевари живуть в підліску відкритих сухих тропічних лісів, в заростях ліан і бромелієвих (ехмей і ананасів) на висоті 100-900 м над рівнем моря.

## Поведінка
Гевари харчуються камахами та іншими безхребетними, яких шукють в лісовій підстилці. Це територіальні птахи. Зазвичай площа території, яку займає пара птахів, становить 0.9-2 га. Інкубаційний період триває в листопаді-березні. Гніздо розміщується на землі, серед густих бромелієвих заростей. Воно має фрому неглибокої чаші діаметром близько 9 см. В кладці 2 яйця рожевуватого кольору, поцяткованих червоними плямками. Інкубаційний період триває 13 днів.

## Збереження
МСОП вважає цей вид таким, що знаходиться під загрозою зникнення. Популяцію гевар оцінюють в 600-1700 птахів. Їм загрожує знищення природного середовища.